# KadoKado
KadoKado est un site web français de la catégorie « jeux en ligne primés » (c'est-à-dire jeux en flash rapportant des cadeaux), créé par Motion-Twin.
KadoKado propose à ses visiteurs de gagner des points Kados, une monnaie virtuelle, en jouant en ligne à des jeux flash, puis d'échanger cette monnaie contre des chèques-cadeaux (utilisables sur amazon.com) ou contre des parties supplémentaires et permet également de débloquer d'autres jeux.
Selon le Journal du net, Kadokado était le site de jeux en ligne le plus visité des français en mars 2008 avec une moyenne de 4 heures par personne.

## Fonctionnement
Chaque joueur peut jouer quatre parties par jour, et peut ensuite acheter des parties supplémentaires via une plate-forme de micro-paiement. Le fait d'acheter des parties donne également droit à des avantages « VIP » : affichage de l'historique des scores, une partie supplémentaire par jour, jeux réservés et doublage des points Kados gagnés.
KadoKado réalise un classement des joueurs sur chaque jeu sur quinze jours, et, à l'issue de chaque période de quinze jours, réinitialise le classement et accorde un prime en points Kados aux joueurs ayant réalisé les meilleurs scores. KadoKado permet enfin aux joueurs de s'affronter en s'inscrivant à des clans et en lançant des défis à des joueurs d'autres clans.

## Historique
- La première version de KadoKado est sortie en août 2004.
- Une restauration a eu lieu en novembre 2007.
- La même équipe a produit en 2013 une version plus moderne de Kadokado, appelée Arkadeo,

## Sources
1. ↑  plaquette Motion-Twin
2. ↑  article sur journaldunet.com